# Donn Tatum
Pour les articles homonymes, voir Tatum.
Donn Tatum (9 janvier 1913 - 31 mai 1993) fut le premier président directeur général de Walt Disney Productions à ne pas être de la famille Disney. Il avait eu différents postes de directeur exécutif pendant 25 ans et fut PDG de 1971 à 1980. Il travailla pour Disney jusqu'en 1992, lorsqu'il fut nommé Directeur Emeritus. Il joua un important rôle durant la création de Walt Disney World Resort, EPCOT Center et Tokyo Disneyland.

## Biographie
Tatum grandit à Los Angeles et obtint un diplôme avec félicitation à l'université Stanford, bachelor en science politique et économique, ainsi qu'un diplôme en droit à l'université d'Oxford. Il fut admis au barreau de Californie en 1938 et fut engagé par le cabinet Lillick, Geary et McHose dans le service légal dédié au monde du spectacle.
Il soutint de nombreuses sociétés dans leurs démarches et fut consultant pour RCA, NBC et ABC. Il fut nommé responsable général pour la chaîne KABC-TV de Los Angeles et directeur de la zone Ouest de la branche télévision chez ABC.
Tatum fut engagé par Walt Disney Productions comme responsable de la production en 1956. En 1967, il est vice président des services administratifs.
Quinze ans plus tard, en 1971, il succède à Roy Oliver Disney comme président directeur général de la Walt Disney Company, ce sera le premier membre en dehors de la famille Disney. La direction est assurée par Roy O., Donn Tatum et Card Walker, un trio surnommé Troïka. En 1976, Card Walker est nommé au poste de CEO (directeur général) et enfin PDG en 1980,. Afin d'assurer son pouvoir sur l'entreprise, Card Walker nomme Ron Miller, gendre de Walt Disney, au titre de responsable des productions audiovisuelles tandis que Donn Tatum est relégué à un poste de liaison avec la communauté des investisseurs. Il quitte son poste de PDG en 1980 au profit de Card Walker, mais conserve un poste de président du comité exécutif.
Il fut un membre du directoire de CalArts, président de la Fondation Disney, de l'association de la télévision Californienne, de l'association unifiée des paralysies cérébrales (United Cerebral Palsy ) et du Stanford Club de Los Angeles.
Il était aussi membre de la Royal Society of Arts de Londres, membre honoraire de l'Académie des arts et sciences de la télévision (ATAS ) et le la société de télévision et de radio d'Hollywood.
Il décède le 31 mai 1993 à Los Angeles et est nommé Disney Legends à la fin de l'année.